# Hnutí Wikimedia
Hnutí Wikimedia je označení pro celosvětovou komunitu přispěvatelů na projekty Nadace Wikimedia, nejčastěji na Wikipedii.
Hnutí vzniklo v souvislosti se vznikem internetové encyklopedie Wikipedie. Postupem času, když vznikaly další projekty Nadace Wikimedia jako Wikidata, Wikimedia Commons nebo třeba Wikidruhy, se však hnutí rozrostlo a jeho členové jsou tak jsou i uživatelé, kteří pomáhají rozvíjet alespoň jeden z projektů nadace. Součástí hnutí jsou mj. také programátoři, kteří vyvíjejí software MediaWiki.
Mezi další projekty, jejichž přispěvatelé mohou být členy hnutí Wikimedia, jsou Wikicitáty, Wikifunkce, Wikizprávy, Wikislovník, Wikiknihy, Wikizdroje, Wikicesty, Wikiverzita a také Meta-Wiki, která slouží jako projekt pro koordinaci ostatních zmíněných projektů. Právě na Meta-Wiki se komunita hnutí Wikimedia často v online prostoru setkává a komunikuje mezi sebou.
V souvislosti s komunitou hnutí Wikimedia vznikly také jednotlivé partnerské pobočky Nadace Wikimedia v různých zemích, například v Česku Wikimedia Česká republika nebo na Slovensku Wikimedia Slovensko. Vůbec první taková pobočka, Wikimedia Deutschland, vznikla v roce 2004 v Německu. Tyto pobočky sdružují jednotlivé jazykové komunity wikipedistů.
Někteří přispěvatelé pak spolupracují v rámci různých tematických WikiProjektů. Na projektech Nadace Wikimedia mají navíc uživatelé možnost být členem různých uživatelských skupin.